# Mymar schwanni
Mymar schwanni är en stekelart som beskrevs av Girault 1912. Mymar schwanni ingår i släktet Mymar och familjen dvärgsteklar.
Artens utbredningsområde är Thailand. Inga underarter finns listade i Catalogue of Life.